# اوبنی
شهر اوباین (به فرانسوی: Aubagne) در شهرستان بوش دو رون در ناحیه پروانس آلپ-کوت دازور با جمعیت ۴۴٬۶۸۲ نفر در کشور فرانسه واقع شده‌است

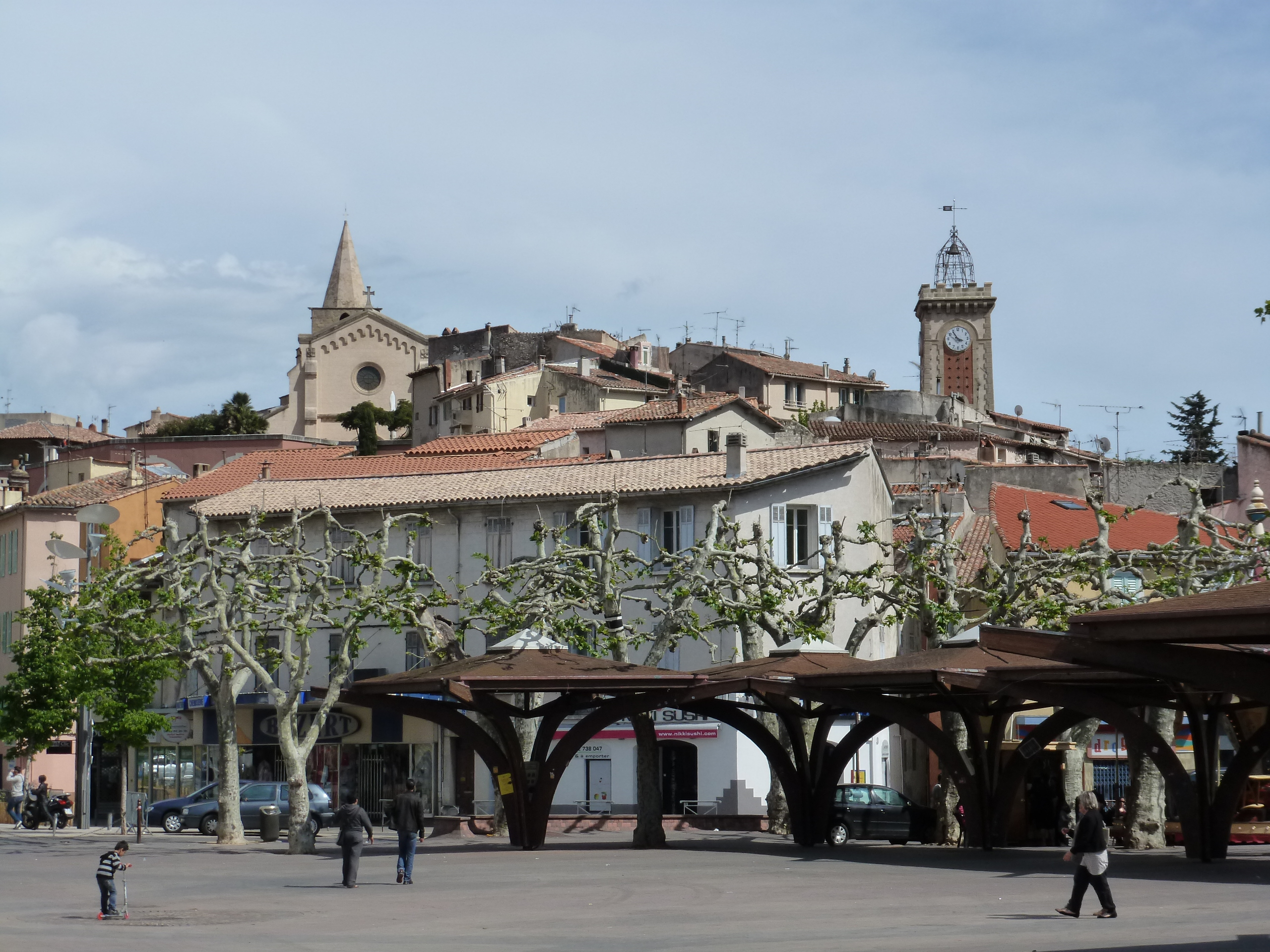
اوبنی